# Водное поло на летней Универсиаде 2003
Ватерпольный турнир на летней Универсиаде 2003 проходил в Тэгу (Республика Корея). Соревновались мужские сборные команды. Чемпионом Универсиады стала сборная Венгрии.

## Медальный зачёт
| Место | Страна              | Золото | Серебро | Бронза | Всего |
| ----- | ------------------- | ------ | ------- | ------ | ----- |
| 1     | Венгрия             | 1      | 0       | 0      | 1     |
| 2     | Сербия и Черногория | 0      | 1       | 0      | 1     |
| 3     | Австралия           | 0      | 0       | 1      | 1     |

| Чемпион Универсиады по водному поло 2003 |
| ---------------------------------------- |
| Венгрия Третий титул                     |

## Ссылка
- Universiade water polo medalists on HickokSports (англ.)